# Sphenoraia micans
Sphenoraia micans (лат.) — вид жуков-листоедов рода Sphenoraia из подсемейства Козявки (Hylaspini, Galerucinae).

## Распространение
Встречается в Индо-Китае и в Китае (Henan, Zhejiang, Jiangxi, Hunan, Fujian, Taiwan, Guangdong, Guangxi, Sichuan, Guizhou, Xizang).

## Описание
Мелкие жуки-листоеды. Самец: длина 7,7—8,4 мм, ширина 5,2—5,8 мм. Самка: длина 7,8—8,4 мм, ширина 5,3—5,8 мм. Голова, переднеспинка и надкрылья зелёные, усики, щитик, ноги и вентральная поверхность грудной клетки тёмно-синие, брюшко желтовато-коричневое. У некоторых особей голова, переднеспинка и надкрылья синие или красные.
Самец. Вертекс мелко и редко покрыт точками; лобные бугорки отчётливо приподняты, отделены друг от друга глубокой бороздой; усики короткие, крепкие, вытянуты до середины надкрылий; антенномеры 1—3 тонкие, блестящие; антенномеры 4-11 широкие и плоские, с короткими волосками, антенномер 4 примерно вдвое длиннее ширины; антенномеры 5—11, каждый примерно в 1,5 длиннее своей ширины; антенномер 2 самый короткий, антенномер 3 немного длиннее 2 (1,2 × длина второго); антенномер 4 самый длинный (1,2 × длина антенномеров 2 и 3 вместе взятых); антенномеры 5-10 неравной длины, короче 4; антенномер 11 немного длиннее 10, заострённый.
Самка. Антенномеры 1—3 тонкие, антенномеры 7-11 широкие и плоские, с короткими волосками, антенномер 7 вдвое длиннее ширины; антенномеры 8—11 каждый приблизительно 1,6 × длиннее ширины; антенномер 2 самый короткий, антенномер 3 длиннее 2 (в 1,5 × длиннее второго); антенномер 4 самый длинный, немного длиннее антенномеров 2 и 3 вместе взятых; вершинный стернит уплощён.
Таксон был впервые описан в 1888 году.